# Rhagodorimus judaicus
Rhagodorimus judaicus är en spindeldjursart som beskrevs av Frank Archibald Sinclair Turk 1948. Rhagodorimus judaicus ingår i släktet Rhagodorimus och familjen Rhagodidae. Inga underarter finns listade i Catalogue of Life.